# Franz Berwald
Franz Adolf Berwald (n. 23 iulie 1796 - d. 3 aprilie 1868) a fost un compozitor și ortoped suedez.
S-a născut la Stockholm ca fiu al violonistului Christian Friedrich Georg Berwald. La vârsta de 5 ani începe să învețe vioara cu tatăl său, iar mai târziu (din 1810) cu Edouard Du Puy.
Tatăl său, care îi dăduse o educație liberală, l-a scos de la școală din cauza pedepselor fizice la care erau supuși elevii.
Între 1818-1828 este violonist principal la capela curții regale, iar între 1829-1841 locuiește la Berlin, unde printre altele a întemeieat un institut de ortopedie și masaj. A fost primul din lume care a folosit aparatură ortopedică (pe care o inventase el însuși), iar între 1835-1841 este directorul unui institut de gimnastică medicală.
Din 1841 până în 1842 locuiește la Viena, unde multe dintre compozițiile sale au fost cântate, precum Elfenspiel („Jocul ielelor”) și Erinnerung an die norwegischen Alpen („Amintiri despre alpii norvegieni”).
Întors în Suedia, unde muzica sa nu era la fel de apreciată ca peste hotare, devine printre altele și om de afaceri (director al unei fabrici de sticlă), dar în 1864 este primit ca membru al Academiei de muzică din Suedia, iar trei ani mai târziu este numit profesor de compoziție la Conservatorul Academiei.

## Compoziții alese

### Simfonii
- Sinfonie sérieuse, (1841-1842)
- Sinfonie capricieuse, (1842)
- Sinfonie singulière, (1845)
- Symfoni nr. 4 i Ess-dur ("naïve"), (1845)

### Concerte instrumentale
- Violinkonsert i ciss-moll (1820)
- Konsertstycke för fagott och orkester (1827)
- Pianokonsert i D-dur (1855)

### Muzică de cameră
- Pianokvintett nr. 1 i c-moll (1818)
- Pianokvintett nr. 2 i A-dur (1818)
- Stråkkvartett nr. 1 i g-moll (1818)
- Kvartett för piano och blåsare i Ess-dur (1819)
- Septett i B-dur (1828)
- Stråkkvartett nr. 2 i a-moll (1849)
- Stråkkvartett nr. 3 i Ess-dur (1849)

### Muzică de scenă și vocală
- Gustaf Wasa (1828), operă (neterminată?)
- Estrella de Soria (1841), operă
- Jag går i kloster, („Mă călugăresc”) (1842), operetă
- Modehandlerskan (1842), operetă
- Ein ländliches Verlobungsfest in Schweden („Logodnă la țară în Suedia”), 1847), operetă
- Drottningen av Golconda („Regina Golcondei”) (1864), operă